# Interstate 76 (West)
Die Interstate 76 (kurz I-76) ist ein Interstate Highway in den Vereinigten Staaten. Er beginnt an der Interstate 70 in Arvada im Bundesstaat Colorado und endet nach 303 Kilometern bei Big Springs in Nebraska an der Interstate 80. Da es an der Ostküste eine weitere Interstate mit der Nummer 76 gibt, trägt diese Straße den Zusatz West.

## Länge
| Meilen | km  | Staat    |  |
|        |     |          |  |
| 185    | 298 | Colorado |  |
| 3      | 5   | Nebraska |  |
|        |     |          |  |
| 188    | 303 | Total    |  |

## Wichtige Städte
- Arvada
- Wheat Ridge
- Denver
- Fort Morgan
- Sterling

## Verlauf

### Colorado
Von Arvada führt die Interstate in nordöstlicher Richtung durch den Großraum von Denver bis zur Staatsgrenze zu Nebraska. In Welby trifft die I-76 auf die Interstates 25 und 270. Ab Fort Morgan verläuft sie parallel zum South Platte River und erreicht nach Julesburg Nebraska.

### Nebraska
In Nebraska verläuft die Interstate 76 für 5 km parallel zum South Platte River und zum U.S. Highway 138, bevor er südlich von Big Springs an der Interstate 80 endet.